# Горный кадетский корпус
Горный кадетский корпус (1804—1834)  — высшее учебное заведение горного профиля Российской империи закрытого типа, созданное на базе Горного училища.

## История
19 (31) января 1804 года были утверждены устав, штат и табель новоучрежденного Горного кадетского корпуса.
Для Кадетского корпуса начали возводить комплекс новых зданий по проекту А. Н. Воронихина. К 1811 году на набережной появился торжественный архитектурный ансамбль, главный вход в который был украшен двенадцатиколонным классическим портиком и скульптурами «Геракл, удущающий Антея» и «Похищение Прозерпины» работы С. С. Пименова и В. И. Демут-Малиновского. Церковь при институте была построена по эскизам А. Н. Воронихина по проекту А. Е. Штауберта.
К 1816 году в Корпусе числилось 335 воспитанников, а в 1824 – более 500. В перечне дисциплин, помимо базовых, значились: право, история, логика, танцы, фехтование, музыка, пение, театральное искусство. Были утверждены устав, штат и табель новоучрежденного Горного кадетского корпуса, а также форма одежды.
При горном кадетском корпусе было основано (1817) Всероссийское минералогическое общество – одно из старейших научных обществ мира, которое с 1842 года издавало свой журнал «Записки Минералогического общества».
В 1818 году был организован музей, включивший минеральный, физический и модельные кабинеты.
По инициативе Горного кадетского корпуса, был основан (1825) «Горный журнал» — старейший горнотехнический журнал в мире.
1 января 1834 года на базе Горного кадетского корпуса был образован военизированный Корпус горных инженеров.

### Форма одежды и знаки различия

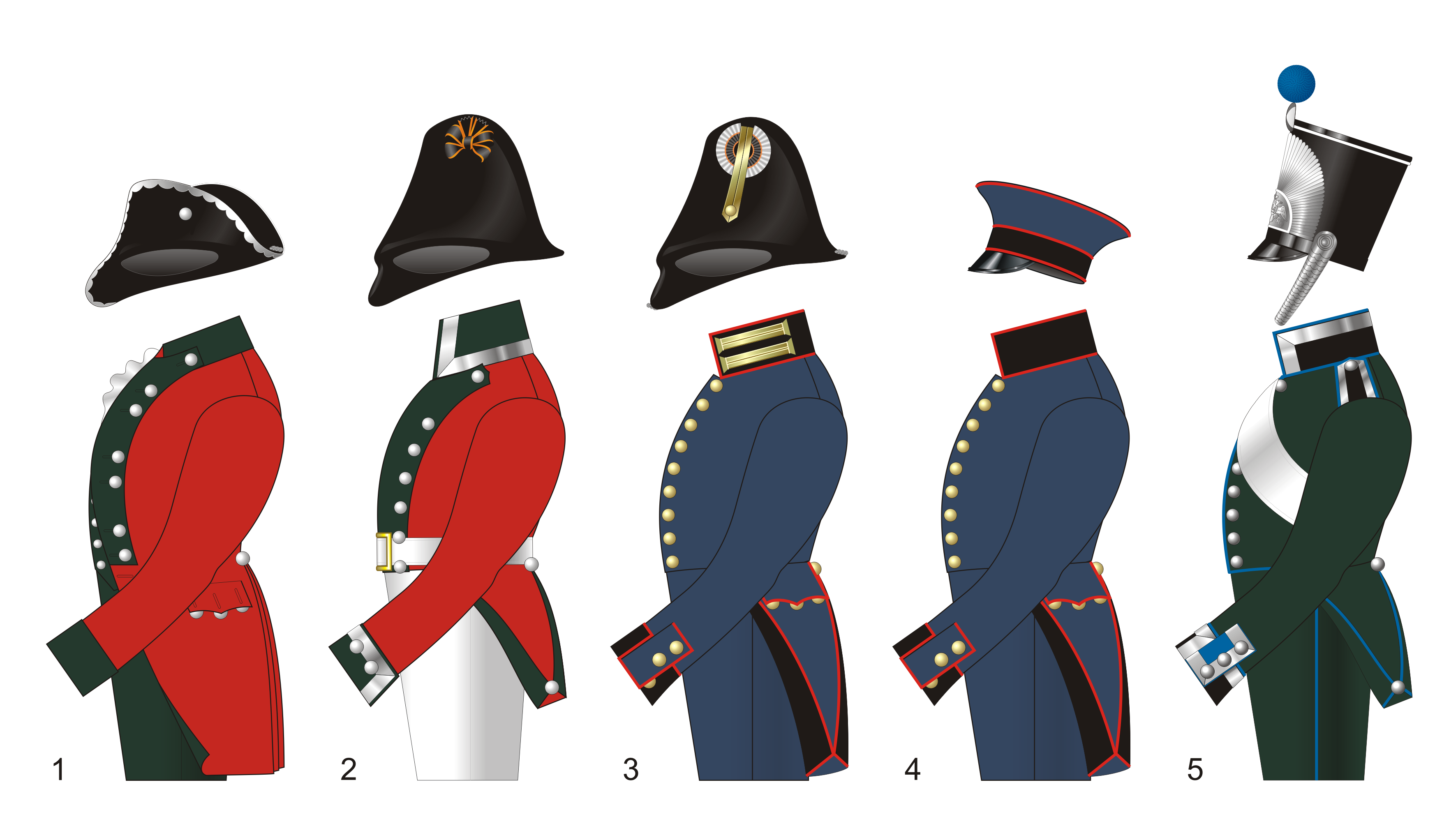
Униформа Горного института конца XVIII — середины XIX века:
1. Преподаватель Горного училища, 1794
2. Кадет (унтер-офицер) Горного кадетского корпуса, первоначальный образец, январь-март 1804
3. Студент (старших классов) Горного института, 1833—1834
4. Воспитанник младших классов института, 1833—1834
5. Кадет (унтер-офицер) Корпуса горных инженеров, 1834—1848

Обмундирование учащихся «строилось» по образцу кадет Артиллерийского и инженерного корпусов, но по цветам горного ведомства: красные кафтаны с белой отделкой и золотым прибором, а впоследствии с зелёным и серебром.
19 января 1804 года были утверждены устав, штат и табель новоучрежденного Горного кадетского корпуса. По табели обмундирования 60 кадетам полагались: парадный
мундир красного сукна с темно-зелеными лацканами и подкладкой и с посеребренными пуговицами; чёрный галстук; белые жилет и панталоны; башмаки с чулками или сапоги; поярковая шляпа «со связкою, чёрным шнурком и бантом».
Тесак с медным прибором и гарусным темляком носился в лопасти поясной портупеи. 10 унтер-офицеров имели серебряный галун на воротнике и обшлагах, замшевые перчатки с крагами и трость. Повседневная одежда состояла из серого сюртука с обтяжными пуговицами, серых камзола и штанов. Чиновники корпусного штата должны были иметь «особый мундир по данному на то образцу».
Можно предположить, что при утверждении этого образца высшее начальство обратило внимание на то, что красный цвет горного обмундирования уже не соответствует ни реалиям времени, ни сложившейся в империи системе мундиров. В результате появился указ от 24 марта 1804 «О мундирах для чиновников Горного и Монетного ведомства и Горного кадетского корпуса», вводивший новые темно-синие мундиры. Разумеется, вскоре было изменено и кадетское обмундирование (возможно даже, что красные мундиры, установленные январской табелью, так и не успели пошить). Впоследствии им были также присвоены кивера, но ни описание их, ни дата введения неизвестны.

### Директора Кадетского корпуса
- 1803—1811 А. И. Корсаков
- 1811—1817 А. Ф. Дерябин
- 1817—1824 Е. И. Мечников
- 1824—1834 Е. В. Карнеев